# 782
| 782                |
| ------------------ |
| Dødsfald - Fødsler |
|                    |

| Gregoriansk kalender | 782 DCCLXXXII           |
| Ab urbe condita      | 1535                    |
| Armensk kalender     | 231 ԹՎ ՄԼԱ              |
| Kinesiske kalender   | 3478 – 3479 辛酉 – 壬戌 |
| Etiopisk kalender    | 774 – 775               |
| Jødisk kalender      | 4542 – 4543             |
| Hindukalendere       |                         |
| - Vikram Samvat      | 837 – 838               |
| - Shaka Samvat       | 704 – 705               |
| - Kali Yuga          | 3883 – 3884             |
| Iransk kalender      | 160 – 161               |
| Islamisk kalender    | 165 – 166               |

Se også 782 (tal)